# 宇野ひろみ
宇野 ひろみ（うの ひろみ、1966年5月9日 - ）は、近畿地方を拠点に活動するタレント、ラジオパーソナリティ、ナレーター。MC企画所属。
愛知県名古屋市出身。大阪芸術大学卒業。既婚者。子どもの頃に水泳を習っており、その時の先生が、ベルリンオリンピックの「前畑がんばれ」で有名な金メダリスト兵藤（旧姓・前畑）秀子であった。

## 出演
特記のないデータは、すべて2019年3月時点の所属事務所公式プロフィールからの参考。

### テレビ番組
- びんかん情報京都発（KBS京都）
- NEWSワイド京都（KBS京都） - 「きょうのハナマル」担当
- ちちんぷいぷい（毎日放送） - ナレーター

### ラジオ番組
- 羽川英樹のHONKY TALK（ABCラジオ）
- 宇野ひろみのラブラブ・ワークショップ（ABCラジオ）
- 羽川英樹のLLらんど!（ABCラジオ） - アシスタント（1999年4月 - 2002年10月）
- 歌謡大全集（ABCラジオ） - パーソナリティ（2000年 - 2002年、2009年 - 2011年）
- 宇野ひろみのおはようパートナー（ABCラジオ） - パーソナリティ（2002年10月 - 2009年10月）
- 兵動大樹のほわ〜っとエエ感じ。（ABCラジオ） - アシスタント（2010年4月 - ）
- 桑原征平粋も甘いも（ABCラジオ） - 水曜13時台後半「粋甘流☆美女と野獣NEO」の2020年10月のお題「もみ爺」にて、唱歌「もみじ」の替え歌歌唱を担当[3]。
- 宇野さんと小川さん。（ABCラジオ） - 小川恵理子と共にパーソナリティ（2024年10月 - ）
- シネマパラダイス（MBSラジオ）
- 金曜ラジオパラダイス（KBS京都）
- 森谷威夫・真っ最昼（KBS京都）
- サンデーZOO（KBS京都）
- 歌声は風にのって（ラジオ関西）
- HONDA歌謡ベスト10（和歌山放送）
- REQ-JAM（USEN）